# Жендзян

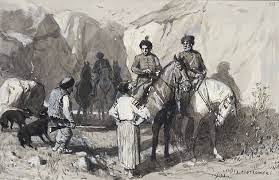
Жендзян, Заглоба, Горпина и Черемис в Чёрном Яру.
Иллюстрация романа Генрика Сенкевича «Огнём и мечом». Худ.А. Пиотровски. 1902

Жендзян (пол. Rzędzian) — персонаж романов Генрика Сенкевича «Огнём и мечом» и «Потоп». В телесериале «Огнём и мечом» Ежи Гофмана роль Редзяна сыграл польский актёр Войцех Маляйкат.
В «Огнём и мечом» мелкопоместный шляхтич, доверенное лицо и помощник Яна Скшетуского. Родился и жил в Женджянах, у него были отец, мать и очень старый дед (в «Огнём и мечом» не меньше девяноста лет). Его семья находится в вечном споре с соседями из-за грушевого дерева.
В Чигирине Юрко Богун задерживает Жендзяна и прочитывает письма Скшетуского к Курцевичам. Влюблённый в Елену Курцевич полковник понимает, что его обманули, и на глазах у пана Заглобы наносит слуге пана Скшетуского травму перначом.
Позже ослабевшего от ран Богуна отвозят в Чигирин, где его лечением занимается Жендзян и узнаёт где Богун спрятал Елену.
Спасая княжну Елену Курцевич, возлюбленную Яна Скшетуского из рук Юрка Богуна, наносит смертельную рану, выстрелив из самопала ведьме Горпине. Затем успешно спасает из Чёрного Яра захваченную пленницу Елену и благополучно провозит её через районы, занятые казаками и татарами.
В романе «Потоп» он уже богатый шляхтич, староста, арендует земли у мазовецкого воеводы.